# Maestro Alex Gregory
Maestro Alex Gregory es un virtuoso guitarrista y mandolinista estadounidense de metal neoclásico y heavy metal, proveniente de Los Ángeles, California. Ha grabado cinco álbumes hasta la fecha, compartiendo estudio con reconocidos músicos como el gran guitarrista de country Albert Lee, el bajista Dave LaRue, el batería Virgil Donati y el cantante Mark Boals entre otros.

## Miembros
- Maestro Alex Gregory - guitarra, mandolina e instrumentos eléctricos de cuerda diseñados por él mismo
- Dave LaRue - bajo
- Virgil Donati - batería
- Albert Lee - guitarra sin distorsión
- Steve Weingart - teclados
- Albert Wing - saxofón, clarinete

## Discografía

### Estudio
- Paganini's Last Stand	(1992)
- 13 Jokes for Heavy Metal Mandolin (2000)
- Penta Orchestra - Another Millennium? (2000)
- The Holy Grail of 7 Strings (2002)
- Bach on Steroids! (2009)